# 金杉はじめ
金杉 はじめ（かなすぎ はじめ）は、連続起業家、音楽・ゲーム・メディアのプロデューサー、クリエイティブ・ディレクター。実業家・作詞家・音楽家・写真家としての経歴を持つ。本名は、金杉 肇（読み同じ）。K杉、K杉一浪、KANASGY、かなピョンなどの別名を使用することもある。

## 経歴
起業家、音楽・ゲーム・メディアのプロデューサー、クリエイティブ・ディレクター。学生時代より、クラブカルチャーを背景にしたさまざまな事業に携わり、コンピューターゲームと音楽とのメディアミックスなどを手がける。黎明期のネットラジオ音泉と動画共有ニコニコ動画にも参画。ゲームやアプリ、プラットフォーム構築に関する事業に携わる。
20代前半は「第三倉庫」「THE CAVE」などクラブのプロデュースやDJを中心に活動。この頃佐々木潤らと共同で、ヒップホップユニット・Funkie Watergateを結成していた。
その後、F&Cの前身にあたる有限会社キララに入社、最初デュプリケーション（フロッピーディスクを複製する作業のこと）といった流通部門に従事、後に開発部門に異動。F&Cのプロデューサーとして、『同窓会~Yesterday ones more~』や『Piaキャロットへようこそ!!』シリーズなどを手がける。後に音楽会社DOORS（のちのDOORS MUSIC ENTERTAINMENT）、TYRELL LAB.を立ち上げ、ゲーム制作と音楽制作のプロデュースを手掛けるようになる。
2007年より音楽カテゴリー「A-POP」を提唱し、ドワンゴAGエンタテインメント取締役への就任を経て、同社の新レーベル「TeraBytes Records」を立ち上げる。F&C企画局局長やグループ会社であるシャルラクプラス代表取締役を歴任した後、2008年6月にF&Cグループの一切の役職を辞して退社・独立し、新ブランド・DIVAを立ち上げる。
ドワンゴAGエンタテインメント取締役、タブリエ・コミュニケーションズ取締役、製作集団Division ZERO代表を歴任。2012年には徳川家広らにより設立された政策フォーラム「日本の選択」の事務局長を務め、2013年には堀江貴文・茂木健一郎らと共同で株式会社フューチャーラボを設立したほか、2014年には堀江・茂木と共同で音楽ユニット・ハッカーズを結成し、株式会社ベリカを設立した。2015年、アーティストに特化したクラウドファンディング「TAKEOFF」を手掛ける株式会社BitVCを小野真彰（おのなお）と設立した。

## 作品

### 書籍
- 『マネーと国家と僕らの未来』（単行本 – 2014/12/1　堀江貴文、茂木健一郎、金杉肇 共著）

### 作詞
- ハッカーズ「ゼロ　裸の俺たち」堀江貴文と共作
- ハッカーズ「ひとりきりのBirthdayParty」堀江貴文と共作
- ハッカーズ「卒業」茂木健一郎と共作
- ハッカーズ「MONEY」高木完 溝田彩華と共作
- すももももも 最強○×計画
- Canvas2 〜虹色のスケッチ〜「プラスチックスマイル」
- Canvas2 〜虹色のスケッチ〜「NA NA NA」

### メディア
- 音泉

### ゲーム製作
- 空色の風琴（2004年）
- EVE new generation（2006年）
- DUNAMIS15（2011年。市川和弘との共同）
- DISORDER6（2012年。市川和弘との共同）

### 音楽製作
- Honey Bee（プロデューサー）
- スイーツ探検隊（プロデューサー）
- くさかんむり（プロデューサー）
- ハッカーズ
- すもももももも 地上最強のヨメ（オープニングテーマ並びにエンディングテーマの作詞）
- Canvas2

### スペース
- CLUB第三倉庫（富久慧との共同）
- スヌーカーバー
- キュアメイド・カフェ（タブリエ）